# Paulo Zottolo
Paulo Alberto Zottolo (c.1958-) é um executivo e empresário brasileiro, tendo sido presidente nacional da Philips e da Nivea. Assumiu a Nivea Brasil quando o país ocupava a 36ª posição no ranking do Grupo Beiersdorf  e deixou em 7º lugar oito anos depois. Foi ainda o primeiro cidadão não americano a assumir a Nivea USA. Paulo já foi eleito Homem de Valor setor Cosméticos pelo jornal o Valor Econômico e executivo revelação do ano pela Abihpec. Criou a empresa Amazônia Beverages nos Estados Unidos contratando a modelo brasileira Adriana Lima como porta-voz. Ficou conhecido por usar personalidades nas campanhas de suas empresas, como Gisele Bündchen para Nivea e Ivete Sangalo com a Philips. 
Fundador do grupo Personalidades em Foco, que tem como propósito estimular a troca de conhecimento, com a crença de que o debate salutar contribui para o entendimento e a formação de novas ideias e concepções, sem polarizações. O grupo atua em debates on-line e trás como convidados, personalidades que se destacam em suas áreas. 

## Formação
Ingressou no Colégio Naval em Angra dos Reis com 15 anos em 1971 e mais tarde entrou na Escola Naval, onde se formou como oficial da Marinha. Foi embarcado no Contra Torpedeiro Piauí por um ano.. Ao final de dez anos de serviço, deu baixa como segundo-tenente. Após a experiência na Marinha, começou uma carreira de executivo que o levou ao mundo empresarial. Zottolo se formou também em Engenharia Mecânica e fez vários cursos de aperfeiçoamento em marketing e gerenciamento na Alemanha, Itália e nos Estados Unidos na Universidade Stanford, na Califórnia. 

## Carreira como executivo
Após a experiência na Marinha, Paulo foi trabalhar na área de exportação, viajando o mundo para vender chumbadores para concreto. Posteriormente foi chamado pela empresa RG Farkass Associates em Nova York para trazer produtos do leste da Europa para os Estados Unidos atuando como agente de compras para a K Mart. Nessa função, também ajudou a lançar produtos brasileiros de marcas como Hering, Tramontina e Cofap no país. 
Zottolo voltou para o Brasil, onde teve uma experiência de três anos na Natura em São Paulo e na FMC em Araraquara. Depois, trabalhou na empresa australiana Wormald Resmat Parsch atuando na área de exportação. Foi mais tarde transferido para Europa onde morou por seis anos na Bélgica e Alemanha, cuidando de uma divisão de produtos portáteis para toda a Europa. Também foi responsável pela área de M&A para o continente Europeu.
Foi Presidente da Nívea no Brasil e posteriormente da Nivea USA. Ocupou também a presidência da Philips América Latina. Foi o responsável por dar grandes viradas nas empresas que dirigiu. Paulo se tornou um especialista em construção e desenvolvimento de marcas, gosta de falar e fazer estudos sobre elas e analisar o futuro do varejo.
Zottolo foi ainda contratado pelo Grupo Maior, fundado como o braço de entretenimento do Grupo ABC de Nizan Guanaes. E responsável por trazer a Parada Disney ao Brasil, que saiu dos parques pela primeira vez na história e foi acompanhada por milhares de pessoas. Além disso, o grupo organizou outros eventos importantes como o Rio Summer Fashion, Tennis com Sharapova e palestras e seminários com Koffi Annan, James Cameron e Al Gore.
Em 2011, Zottolo se mudou para os Estados Unidos, onde montou o próprio negócio, a marca de bebidas funcionais Amazonia Beverages. Hoje em dia, trabalha em uma empresa de investimentos que ele mesmo montou chamada Pau Brasil Investments, que atua como venture capital funds. 

## Palestrante
Atualmente, Paulo Zottolo é palestrante e tem a empresa ZM de consultoria que atende empresas brasileiras e europeias que querem entrar no mercado de consumo norte-americano.
O executivo ministra palestras diferenciadas que impactam o seu público, a quem gosta de dar um choque de realidade com os seus temas, como o futuro do varejo, o futuro do emprego ou do desemprego.

## Controvérsias
Zottolo foi uma das lideranças do Movimento Cívico pelo Direito dos Brasileiros, conhecido como "Cansei"
Ficou nacionalmente conhecido após ter dito, em entrevista ao Valor Econômico, que "Não se pode pensar que o país é um Piauí, no sentido de que tanto faz quanto tanto fez. Se o Piauí deixar de existir ninguém vai ficar chateado." Após críticas de políticos (como o governador do estado, membros da Assembléia Legislativa e da bancada no Senado Federal que o chegaram a declarar "Persona non grata" no estado), mídia e sociedade piauienses (o grupo varejista piauiense Claudino, na época o 5º maior comprador de produtos Philips no Brasil chegou a suspender a aquisição de produtos da multinacional), mais tarde, Zottolo pediu desculpas aos piauienses em entrevista à Folha de S. Paulo, dizendo que seu comentário foi "mal colocado." 
O episódio desgastou Zottolo e o fez deixar a direção da Phillips em 31 de outubro de 2008, após 2 anos de empresa. Seu sucessor foi o executivo Robert van de Riet que, naquela altura, possuía 40 anos de empresa.